# Felinae
Felinae, eller de små kattedyr, er en underfamilie indenfor Felidae (kattefamilien), der består af fysisk små og mellemstore kattedyr samt gepard og puma. Det er den største af de to underfamilier i kattefamilie - den anden er de såkaldte store kattedyr (Pantherinae).
 Der er for få eller ingen kildehenvisninger i denne artikel, hvilket er et problem. Du kan hjælpe ved at angive troværdige kilder til de påstande, som fremføres i artiklen.